# Разак Букарі
Разак Букарі (фр. Abdoulrazak Boukari; нар. 25 квітня 1987, Ломе, Франція) — тоголезький футболіст, нападник національної збірної Того та французького клубу «Шатору».

## Клубна кар'єра
Вихованець футбольної школи клубу «Шатору». Дорослу футбольну кар'єру розпочав 2004 року в основній команді того ж клубу, в якій провів два сезони, взявши участь у 48 матчах чемпіонату. 
Своєю грою за цю команду привернув увагу представників тренерського штабу клубу «Ланс», до складу якого приєднався 2006 року. Відіграв за команду з Ланса наступні п'ять сезонів своєї ігрової кар'єри. Більшість часу, проведеного у складі «Ланса», був основним гравцем атакувальної ланки команди.
Згодом з 2011 по 2014 рік грав у складі команд клубів «Ренн», «Вулвергемптон» та «Сошо».
До складу клубу «Шатору» приєднався 2016 року.

## Виступи за збірні
Протягом 2006–2007 років залучався до складу молодіжної збірної Франції. На молодіжному рівні зіграв у 2 офіційних матчах, забив 1 гол.
2010 року дебютував в офіційних матчах у складі національної збірної Того. Наразі провів у формі головної команди країни 15 матчів, забивши 1 гол.
У складі збірної був учасником Кубка африканських націй 2017 року у Габоні.

## Статистика виступів

### Статистика клубних виступів
| Сезон                               | Команда                             | Чемпіонат                           | Чемпіонат | Чемпіонат | Міжнародні кубки | Міжнародні кубки | Міжнародні кубки | Усього | Усього |
| Сезон                               | Команда                             | Чемпіонат                           | Ігор      | Голів     | Ліга             | Ігор             | Голів            | Ігор   | Голів  |
| ----------------------------------- | ----------------------------------- | ----------------------------------- | --------- | --------- | ---------------- | ---------------- | ---------------- | ------ | ------ |
| 2004–05                             | «Шатору»                            | Л2                                  | 14        | 5         |                  |                  |                  | 14     | 5      |
| 2005–06                             | «Шатору»                            | Л2                                  | 34        | 2         |                  |                  |                  | 34     | 2      |
| Усього за «Шатору»                  | Усього за «Шатору»                  | Усього за «Шатору»                  | 48        | 7         |                  |                  |                  | 48     | 7      |
| 2006–07                             | «Ланс»                              | Л1                                  | 29        | 0         | Кубок УЄФА       | 8                | 1                | 37     | 1      |
| 2007–08                             | «Ланс»                              | Л1                                  | 19        | 0         | Кубок УЄФА       | 3                | 0                | 22     | 0      |
| 2008–09                             | «Ланс»                              | Л2                                  | 26        | 4         |                  |                  |                  | 26     | 4      |
| 2009–10                             | «Ланс»                              | Л2                                  | 27        | 4         |                  |                  |                  | 27     | 4      |
| 2010-2011                           | «Ланс»                              | Л1                                  | 18        | 3         |                  |                  |                  | 18     | 3      |
| Усього за «Ланс»                    | Усього за «Ланс»                    | Усього за «Ланс»                    | 119       | 11        |                  | 11               | 1                | 130    | 12     |
| 2011                                | «Ренн»                              | Л1                                  | 18        | 4         |                  |                  |                  | 18     | 4      |
| 2011–12                             | «Ренн»                              | Л1                                  | 20        | 3         | ДЄ               | 8                | 2                | 28     | 5      |
| Усього за «Ренн»                    | Усього за «Ренн»                    | Усього за «Ренн»                    | 38        | 7         |                  | 8                | 2                | 46     | 9      |
| 2012–13                             | «Вулвергемптон»                     | ЧФЛ                                 | 5         | 0         |                  |                  |                  | 5      | 0      |
| 2013–14                             | «Сошо»                              | Л1                                  | 10        | 0         |                  |                  |                  | 10     | 0      |
| 2014–15                             | «Вулвергемптон»                     | ЧФЛ                                 | 0         | 0         |                  |                  |                  | 0      | 0      |
| 2015–16                             | «Вулвергемптон»                     | ЧФЛ                                 | 1         | 0         |                  |                  |                  | 1      | 0      |
| Усього за «Вулвергемптон Вондерерз» | Усього за «Вулвергемптон Вондерерз» | Усього за «Вулвергемптон Вондерерз» | 1         | 0         |                  |                  |                  | 1      | 0      |
| 2016-                               | «Шатору»                            | Л2                                  | 0         | 0         |                  |                  |                  | 0      | 0      |
| Усього за кар'єру                   | Усього за кар'єру                   | Усього за кар'єру                   | 221       | 25        |                  | 19               | 3                | 240    | 28     |